# Kempley
Kempley é uma paróquia e aldeia de Forest of Dean, no condado de Gloucestershire, na Inglaterra. De acordo com o Censo de 2011, tinha 280 habitantes. Tem uma área de 6,81 km².